# 因達雷西奧·普里耶托
因达雷西奥·普里耶托（西班牙語：Indalecio Prieto Tuero，1883年4月30日—1962年2月11日）是西班牙政治家，西班牙第二共和国时期西班牙社会主义工人党的领导人物。

## 早期经历
普利耶托于1883年出生，家境贫寒，他的父亲在他六岁时亡故。1891年，他和他的母亲绊倒了毕尔巴鄂。在他年轻时期，普利耶托以在街上贩卖报纸为生。后来他在一家报社担任速记员。这份工作促使他成为一名记者，并逐渐掌管大报《自由主义者》（El Liberal）。 
1899年，在普利耶托十六岁的时候，他加入了西班牙社会主义工人党。

## 引用列表
1. ↑  Thomas, Hugh. The Spanish Civil War. Penguin Books. London. 2001. p. 40
2. ↑  Jackson, Gabriel. The Spanish Republic and the Civil War, 1931–1939. Princeton University Press. 1967. Princeton. p. 91